# Amri Karbi jezik
Amri Karbi jezik (amri; ISO 639-3: ajz), jedan od dva mikirska jezika šire tibetsko-burmanske skupine, kojim govori 125 000 ljudi (2003) u indijskim državama Assam i Meghalaya.
Mnogi pripadnici etničke grupe već dugo ne govore materinskim jezikom. Ima dosta posuđenica iz asamskog [asm] u Assamu i khasija [kha] u Meghalayi.
Dijalekti: donji amri, gornji amri. Pismo: latinica.

## Vanjske poveznice
- Ethnologue (14th)
- Ethnologue (15th)